# Stazione di Codemondo
La stazione di Codemondo è una fermata ferroviaria della ferrovia Reggio Emilia-Ciano d'Enza. Serviva il centro abitato di Codemondo, frazione del comune di Reggio Emilia.
Era gestita da Ferrovie Emilia Romagna (FER).
È stata soppressa il 1º aprile 2022. L'anno successivo, a seguito di proteste e petizioni, è stata annunciata una sua riattivazione; tuttavia, nel 2024 risulta tuttora priva di servizio viaggiatori.

## Movimento
Fino al 30 marzo 2022, la fermata era servita dai treni regionali della relazione Reggio Emilia-Ciano, svolti da Trenitalia Tper nell'ambito del contratto di servizio stipulato con la regione Emilia-Romagna.
A novembre 2019, la stazione risultava frequentata da un traffico giornaliero medio di circa 37 persone (16 saliti + 21 discesi).